# 本津隔都
本津隔都（意第緒語：‎）是第二次世界大战期间纳粹德国为德占波兰西南部本津镇的犹太人建立的隔都。1940年7月，德国当局宣布“犹太区”成立；来自本津及其周边的犹太人被迫在隔都中生活，直至大屠杀期间隔都清场为止。本津隔都接受了本津当地的2万多名犹太人，以及被驱逐出邻近社区的1万名犹太人。大多数身体健全的穷人被迫在德国军工厂工作，然后由大屠杀列车运往附近的奥斯威辛集中营消灭。1943年8月1日至3日间，德国党卫队最后一次大规模驱逐隔都的男女老幼时，犹太战斗组织成员发起了隔都起义。 
由于本津和索斯诺维茨都属于冬布罗瓦盆地的上西里西亚大都市区，本津隔都与邻近的索斯诺维茨隔都组成了一个单独的行政单位。两个隔都的犹太人共享了由犹太人委员会分配给锡安主义青年的“Farma”菜园。

## 背景
德国入侵波兰之前，本津有一个充满活力的犹太社区。根据1921年波兰人口普查，该镇的犹太人口共计17,298人，占该镇总人口的62.1％.到1938年，犹太人人数增加到大约22,500人。
德苏入侵波兰期间，德国军队于1939年9月初开始侵占该地区。和军队一同进占的还包括別動隊的机动行刑队。德国人在入侵后立即开始迫害犹太人，于9月7日实施了第一次严厉的经济制裁政策；9月8日，本津犹太教堂被烧毁；9月9日，德国第一次大规模杀害本津犹太人，共有40名知名人士被处决。
一个月后，即1939年10月8日，希特勒宣布本津将成为德国合并的波兰领土的一部分。秩序警察开始将冬布罗瓦盆地地区所有邻近社区的犹太家庭重新安置到本津。安置行动的涉及博胡明、凯尔采和奥斯威辛的犹太人。总体而言，在第二次世界大战期间，约有30,000名犹太人生活在本津。到了1942年末，本津和附近的索斯诺维茨成为冬布罗瓦盆地地区仅有的两座有犹太人居住的城市。

## 隔都
从1940年10月到1942年5月，大约有4,000名犹太人被从本津驱逐，成为迅速增长的劳动营中的奴工。直到1942年10月，隔都的内部边界仍然没有被标明，更没有建造围栏。该地区的界限由与索斯诺维茨隔都接壤的卡米奥卡（Kamionka）和马瓦什罗杜拉（Mała Środula）确定，并由党卫队沿着隔都外围安排犹太警察。正如在德占波兰的其他隔都中一样，德国当局在莱因哈德行动中残忍地消灭了本津的大多数犹太人。本津的犹太人被驱逐到纳粹灭绝营，大多被送往附近的奥斯威辛-比克瑙集中营以毒气杀害。在此期间，包括莫舍·梅林在内的Zagłebie犹太社区领导人与德国人合作，希望犹太人遭遇的强迫劳动剥削可能能够维持犹太人继续存活。然而他们做出了错误的判断。
党卫队旗队长亚历山大·冯·沃德克（Alexander von Woedtke）指挥的主要驱逐行动自1942年开始。当年5月有2,000名犹太人被驱逐出隔都；8月有5,000名犹太人被驱逐。1942年8月至1943年6月期间，另有5,000名囚犯由大屠杀列车驱逐出本津。最后的主要驱逐行动发生在1943年。1943年6月22日有5,000名犹太人被驱逐，而1943年8月1日至3日则有8,000名被驱逐。在随后的几个月里，大约有1000名犹太人逐出隔都。据估计，在隔都的3万居民中，只剩下2,000名幸存者。

## 起义

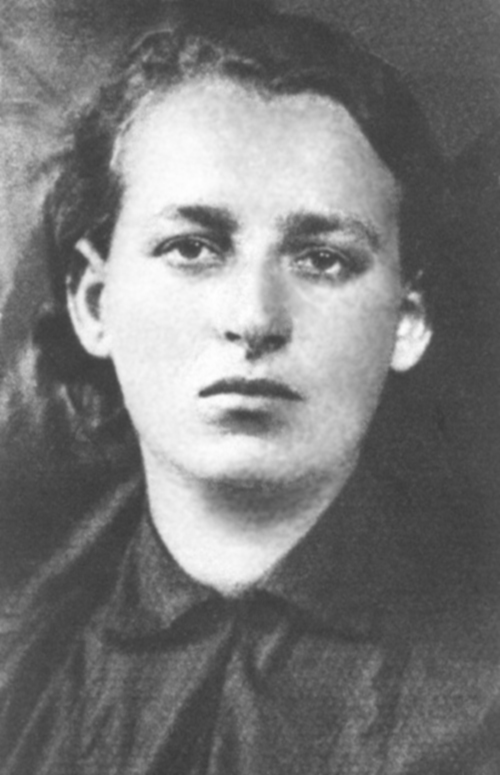
弗鲁穆卡·普沃特尼卡（Frumka Płotnicka）在29岁时参加华沙隔都起义；莱因哈德行动期间她领导了本津隔都的起义

在1943年8月初的最后一次驱逐行动中，本津的犹太战斗组织 （ŻOB）发起了反对德国人的起义；附近的索斯诺维茨发生过类似的起义。本津早在1941年就根据莫德哈伊·阿涅萊維奇的建议创建了本地的ŻOB支队。起义的武器来自华沙的犹太人地下组织，手枪和手榴弹是在危险的火车旅行中走私的。艾加·佩萨赫森（Edzia Pejsachson）被抓住并折磨致死。犹太人使用ŻOB总部提供的样式制造莫洛托夫鸡尾酒；根据幸存者的证词，犹太人制造的炸弹与纳粹的炸弹相当。ŻOB成员在隔都边界挖出几个地堡，用来生产和隐藏这些武器。本津犹太人委员会一开始对抵抗持消极态度，但在隔都清场期间却发生了转变。
起义于1943年8月3日开始。一群游击队员把自己封在Podsiadły街的地堡中。他们的领导弗鲁穆卡·普沃特尼卡时年29岁，几周前参加了华沙隔都起义。在弹药耗尽后，游击队全员被德军杀害。这场战斗持续了好几天。隔都在随后不久遭到清场，剩余的犹太人大多遇害。党卫队从45公里外的奥斯威辛集中营被召来协助驱逐，即便如此驱逐的时间不得不从几天延长到两周。1945年4月19日，波兰民族解放委员会为弗鲁穆卡·普沃特尼卡追授格伦瓦尔德十字勋章。

## 救援企图
德国入侵期间，基督徒立即开始从纳粹迫害中拯救犹太人。1939年9月8日，本津犹太教堂被党卫队点燃，一群犹太信徒仍在里面；天主教神父梅齐斯瓦夫·扎瓦斯基将他在城堡山（Góra Zamkowa）的教堂向犹太人开放，接纳犹太逃亡者。目前尚不清楚在危险消退之前他拯救了多少犹太人，获救者人数可能超过一百。扎瓦斯基神父于1975年在本津逝世，2007年被追授国际义人的称号。
犹太教堂的火势波及了其他房屋；此外，扎瓦斯基神父救助的犹太人中有许多伤员，需要医疗帮助。他们在本津的州立医院主任塔德乌什·科西博维奇（Tadeusz Kosibowicz），以及医院的雷扎得·尼茨（Ręzard Nyc）医生和鲁非娜·施威斯卡（Rufina Świrska）修女的帮助下获救。伤及生命的犹太人被他们以假名送入医院；其他犹太人也通过即时就业躲在医院里。然而，科西博维奇主任在1940年5月8日被他的一名德裔患者揭发，并被盖世太保逮捕。三名救援人员均被判处死刑，很快便被改为集中营监禁。科西博维奇医生此后被关押在达豪集中营、萨克森豪森集中营、马伊达内克集中营以及大罗森集中营。他曾担任囚犯医师，并幸免于难。科西博维奇医生在本津解放后返回，并恢复了医院院长职位。他于1971年7月6日去世，于2006年被以色列追授国际义人称号。
当向奥斯威辛集中营的驱逐于1943年8月结束时，数百名波兰犹太人仍然躲藏在隔都。犹太战斗组织成员费拉·卡茨（Fela Kac）、什穆尔·罗恩（Schmuel Ron）和卡夏·山瑟（Kasia Szancer）将这些幸存者以小团体偷渡的形式带出掩体。在城市的“雅利安”一侧接他们的波兰救援人员包括罗曼·科沃兹杰（Roman Kołodziej），于1944年1月2日因拯救犹太人而被杀害；以及索菲亚·克莱门斯（Zofia Klemens），后来被盖世太保逮捕并送往集中营，但最终幸免于难。克莱门斯于1964年被授予国际义人称号。柯比列茨（Kobylec）家族救出了七十多名犹太人，于二十年后他们获得了国际义人奖章。

## 纪念
现存的纪念资料包括数本幸存者日记，还有数百封与隔都居民的亲友间的书面信件。许多被驱逐到奥斯威辛集中营的隔都居民留下了照片。1986年10月，一个超过2000张的照片收藏重见天日，其中包括本津和隔都的许多生活影像。其中一些已在书中出版，或被用作视频素材。该照片集目前由来自灰烬之眼基金会（Eyes from the Ashes）管理。 
2004年，本津市议会决定将城市广场献给本津的犹太隔都起义英雄。2005年8月，本津隔都遗址揭幕了新的纪念碑。

## 注解
1. 1 2 3  （波兰語） Będzin in the Jewish Historical Institute community database. Internet Archive.
2. ↑  Dawid Fischer. . Holocaust Testimonies. PolishJews.org.   [28 March 2016]. （原始内容存档于2021-01-19）.
3. ↑  . United States Holocaust Memorial Museum.   [28 March 2016]. （原始内容存档于December 10, 2012）. The "Farma" was a plot of land between Bedzin and Sosnowiec that was allocated to the local Zionist youth movements by the Jewish Council for the growing of vegetables.
4. 1 2 3 4 5 6 7 8 9 10 11 12 13 14  .   [17 January 2016]. （原始内容存档于2012-05-25）.
5. ↑  Katarzyna Kalisz, ”Będzin - Jerozolima Zagłębia" 的存檔，存档日期July 16, 2011，.
6. 1 2 3 4 5 6  Aleksandra Namysło, Stanisław Bubin (28 July 2006), Rozmowa z dr Aleksandrą Namysło, historykiem z Oddziału Instytutu Pamięci Narodowej w Katowicach, Dziennik Zachodni via Internet Archive （波兰語）.
7. 1 2 3  Cyryl Skibiński. . The Jewish Historical Institute（英语：Jewish Historical Institute）. August 23, 2013  [20 January 2016]. （原始内容存档于2020-07-26）.
8. 1 2 3  Michael Fleming. . Cambridge University Press. 2014: 184  [2019-03-15]. ISBN 1107062799. （原始内容存档于2020-07-26）.
9. ↑  Aharon Brandes. . A Memorial to the Jewish Community of Będzin. 1959: 364–365 [1945]  [2019-03-15]. （原始内容存档于2020-07-29） （希伯来语及意第绪语）.
10. 1 2  Martyna Sypniewska, Adam Marczewski, Zofia Sochańska, Adam Dylewski (ed.). . Virtual Shtetl. page 9 of 10.   [18 January 2015]. （原始内容存档于2016-04-08）.
11. ↑  Paulina Berczyńska. . Historia pomocy. POLIN Museum of the History of Polish Jews. September 2013  [2019-03-15]. （原始内容存档于2016-06-20）.
12. ↑  . Historia pomocy. POLIN Museum of the History of Polish Jews. August 2014  [2019-03-15]. （原始内容存档于2016-07-16）.
13. 1 2 3  Aleksandra Namysło.  ["I hate it, when they hurt innocent people!" Quote] (PDF). Nr 3 (98). IPN Katowice. pp. 52-54 / 120 in PDF. March 2009  [2019-03-15]. （原始内容存档 (PDF)于2020-07-28）.
14. ↑  Weiss, Ann. . Philadelphia: Jewish Publication Society of America（英语：Jewish Publication Society of America）. 2005: 32–37. ISBN 0-393-01670-6.
15. ↑  . The Last Album. 2012-02-17  [2012-05-18]. （原始内容存档于2012-04-21）.
16. ↑  . Katowice.uw.gov.pl.   [2012-05-18]. （原始内容存档于2016-03-04）.
17. ↑  . Sztetl.org.pl.   [2012-05-18]. （原始内容存档于2016-03-04）.

## 拓展阅读
- Jaworski Wojciech, Żydzi będzińscy – dzieje i zagłada, Będzin 1993
- Zagłada Żydów Zagłębiowskich, red. A. Namysło, Będzin 2004
- Polscy Sprawiedliwi - Przywracanie Pamięci (波兰国际义人（英语：Polish Righteous Among the Nations））。 波蘭猶太人歷史博物館网站